# Borysthenes garambensis
Borysthenes garambensis är en insektsart som beskrevs av Van Stalle 1984. Borysthenes garambensis ingår i släktet Borysthenes och familjen kilstritar. Inga underarter finns listade i Catalogue of Life.